# Oboè

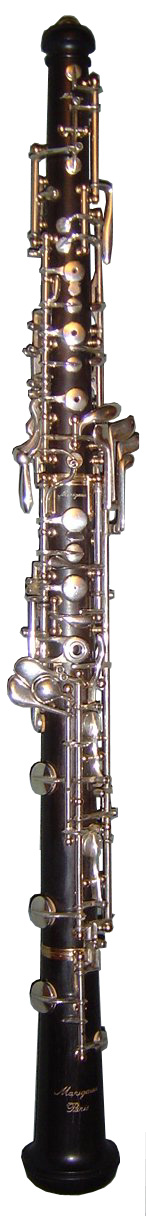
Oboè modern

L'oboè o oboé és un instrument aeròfon, de llengüeta doble, amb tub cònic i tessitura aguda. Segons la classificació habitual, es considera de vent fusta i llengüeta doble, i segons la de Hornbostel-Sachs, es troba en el grup 422.12. El seu ús se circumscriu a la música d'orquestra i per a banda —en ambdós casos per parelles— i a la música de cambra. El corn anglès és de la mateixa família, amb un registre més greu.
L'oboè es va desenvolupar durant el segle xvii a partir de la xeremia. El seu nom prové del francès hautbois (haut = 'alt', en el sentit de 'fort'; bois = 'fusta': 'instrument de fusta que sona fort').
En el terreny de l'etnomusicologia i de l'estudi organològic dels instruments de les diferents cultures del món, per extensió, s'anomenen oboès tots els instruments de llengüeta doble.

## Etimologia
Porvè del francès hautbois, compost de haut (alt, so elevat) i bois (instrument de vent de fusta). La primera font en català data de 1803.

## Descripció de l'instrument

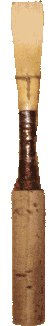
Llengüeta de doble canya

El seu cos és un tub cònic format per tres seccions: la superior, la inferior i la part del pavelló. El diàmetre de l'obertura mesura 0,47 cm a la part més alta i 1,58 cm al començament del pavelló. El pavelló s'acampana una mica i acaba amb un anell de metall. Per l'altre extrem és per on s'insereix el tudell de la inxa, adaptada per mig suro; la llengüeta és de doble canya i de 0,63 cm d'ample i està lligada al tub mitjançant un fil enrotllat. La longitud de l'instrument, inclosa la llengüeta, és d'aproximadament 64,77 cm; la llengüeta i el tub de metall sobresurten uns 6,35 cm. L'afinació de l'oboè pot variar-se, encara que molt lleugerament, ficant o traient la llengüeta.
El seu so ha estat descrit com a acre, nasal, penetrant, aspre, ronc i vellutat. Aquests adjectius representen les qualitats més òbvies de la doble llengüeta, qualitats que el distingeixen d'altres instruments.
| «                                                                             | (francès) Le hautbois est avant tout un instrument mélodique; il a un caractère agreste, plein de tendresse , je dirai même de timidité | (català) L’oboè és, principalment, un instrument melòdic; té un caràcter agrest, ple de tendresa, fins i tot de timidesa. | » |
| — Hector Berlioz. Grand Traité d'Instrumentation et d'Orchestration Modernes. | | |   |

## Antecedents en civilitzacions antigues

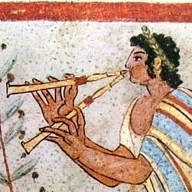
Detall d'una tomba etrusca de Leopardi

L'origen de l'instrument conegut en l'actualitat pel nom d'oboè es remunta a l'any 3000 aC. El seu naixement va tenir lloc possiblement en les civilitzacions de Mesopotàmia, Babilònia i Isin: sumeris, babilonis i assiris. En aquesta zona geogràfica, van aparèixer una gran diversitat d'oboès coneguts amb el nom genèric d'del fr. hautbois, íd., comp. de haut ‘alt, so elevat’ i bois ‘instrument de vent de fusta’ 1a font: 1803abud.
La troballa d'embocadures de llengüeta doble i les representacions pictòriques demostren que instruments de la família de l'oboè ja eren coneguts a Egipte cap a l'any 2000 aC. Els instruments de doble llengüeta, denominats majt, van aconseguir un gran protagonisme i van relegar a un segon pla altres instruments. La llengüeta, feta de bambú, va obtenir una veritable importància. Les dues làmines que la formen eren tractades acuradament, fins i tot durant el creixement de la planta.
L'aulos, també amb un caràcter genèric, es va difondre per tot Grècia i posteriorment va arribar a Roma amb el nom de tíbia. Aristòtil, en la seva Poètica, fa al·lusió a aquest instrument i el diferencia del sirinx, instrument antecessor de la flauta de Pan. També es va trobar en un text de Mides I d'Agrigent una distinció semblant. El timbre de l'aulos era agut i una mica estrident. La seva execució presentava gran dificultat i, de fet, Aristòtil va aconsellar que l'aulos fos tocat per músics experimentats. Tot i això, va ser l'instrument aeròfon més important de tot Grècia, malgrat que Plató el va prohibir a La República perquè era de dubtosa afinació i de so poc agraït. A Grècia, la música va adquirir un important paper en l'educació. Les lleis ordenaven l'estudi de música fins a trenta anys i, a Atenes, Esparta i Tebes, tot ciutadà aprenia a tocar l'oboè. A Roma, sota el nom de tíbia, va ser usat àmpliament, sobretot en funerals. En les excavacions de les ruïnes de Pompeia, s'ha descobert un joc perfectament conservat de tíbia que es pot veure al Museu Arqueològic Nacional de Nàpols.
Al voltant del segle v, els instruments de doble llengüeta van desaparèixer en favor d'altres aeròfons, i van reaparèixer amb gran intensitat a partir del segle xi a Europa i Orient. A la Xina, es van conèixer amb el nom de suona o guan; al Japó, s'anomenaven hichiriki; a l'Índia, xenai o nadaswaram; a Turquia, zurna, i a l'Àfrica occidental, algaita.

## Tessitura

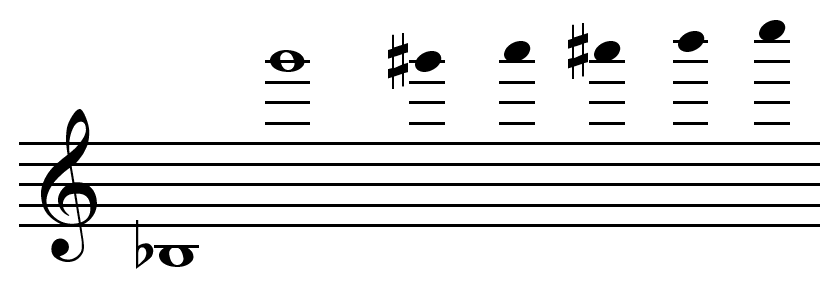
Registre de l'oboè

El seu registre va des del si bemoll2 fins al sol5, encara que en alguns casos és possible arribar fins al do6 (dues octaves i mitja o tres). Les canyes o llengüetes amb què es toquen són de diferents grandàries; en la majoria dels casos, són fetes pels intèrprets i per a elaborar-les cal molt de temps.

## Materials de construcció
Els oboès moderns són de fusta de Dalbergia melanoxylon. Antigament s’havien construït de fusta de boix. La llengüeta doble és de canya (Arundo donax), lligada a un tub amb un fil resistent.
A més de la granadilla, és freqüent la fusta de rosewood (palissandre) que té propietats similars.
Hi ha instruments de fusta reforçada amb ebonita. Anomenats BTR (bi-thermal reinforced) són més resistents que els fets íntegrament de granadilla.
També hi ha oboès de plàstic injectat. Són els més econòmics i sonen prou bé sense exigir un manteniment rigorós. Un material plàstic interessant s’anomena comercialment Resonite. Industrialment es tracta d’un plàstic ABS. Cal no confondre’l amb l’ebonita.

### Resum històric
Els antecessors dels oboès eren de gramínees (canya i bambú) aprofitant el forat natural del tub. Encara alguns instruments tradicionals es construeixen d’aqueixos materials naturals. Els instruments més evolucionats es construïren de fustes dures, de gran densitat i de gra fi: boix, cirerer salvatge, palissandre, perera. En alguns oboès barrocs el cos era de vori.
El segle dinou, amb la presència de més forats i claus, els constructors adoptaren el banús (Diospyros ebenum) i la granadilla negra (Dalbergia melanoxylon). També són freqüents altres fustes exòtiques: Cocos nucifera, Dalbergia cearensis, Tipuana tipu o el cocobolo (Dalbergia retusa).
Entre els oboès de plàstic n’hi ha fets de plàstic ABS, de metacrilat i de policarbonat.
També hi ha instruments de fusta de granadilla folrats de fibra de carboni i resina epoxi.
El material de les claus es basa en aliatges d’alpaca, amb un bany de plata o, a vegades, d’or.

## William Herschel
Aquest astrònom famós fou un notable concertista d'oboè i compositor.
Cap a 1757, Wilhelm, de dinou anys en aquesta època, era un estudiant ràpid de la llengua anglesa. A Anglaterra va seguir la interpretació anglesa del seu nom, Frederick William Herschel.
A més de l'oboè, tocava el violí i el clavicèmbal i més tard l’orgue. Va compondre nombroses obres musicals, incloses 24 simfonies i molts concerts, així com música d'església.
Sis de les seves simfonies van ser enregistrades l'abril de 2002 pels Mozart Players de Londres, dirigits per Matthias Bamert (Chandos 10048).

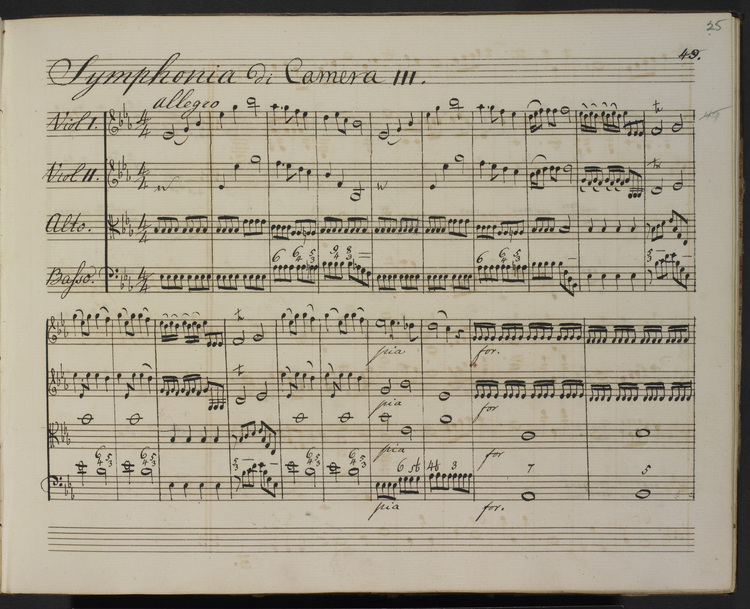
Manuscrit original de la Simfonia núm. 15 en mi bemoll major (1762)

Herschel es va traslladar a Sunderland el 1761 quan Charles Avison el va contractar com a primer violí i solista de la seva orquestra de Newcastle, on va tocar durant una temporada. A Sunderland al comtat de Durh va escriure la seva Simfonia núm. 8 en do menor. Va ser cap de la banda de la Milícia de Durham des de 1760 fins a 1761. Va visitar la casa de Sir Ralph Milbanke a Halnaby Hall prop de Darlington el 1760, on va escriure dues simfonies, a més de fer actuacions ell mateix. Després de Newcastle, es va traslladar a Leeds i Halifax, on va ser el primer organista de l'església St John the Baptist (ara Halifax Minster).
El 1766, Herschel esdevingué organista de la Capella Octagon, Bath, una capella de moda en un conegut balneari, ciutat en la qual també era Director de Concerts Públics. Va ser nomenat organista el 1766 i va fer el seu concert introductori l'1 de gener de 1767. Com que l'orgue encara estava incomplet, va mostrar la seva versatilitat interpretant les seves pròpies composicions, com ara un concert per a violí, un concert per oboè i una sonata per clavicèmbal.
El 4 d'octubre de 1767 va actuar a l'orgue per a la inauguració oficial de la capella de l'Octògon.

## Grans intèrprets
- Gustav Vogt (1781-1870).
- Heinz Holliger (1939).